# The Trail of the Silver Fox
The Trail of the Silver Fox és una pel·lícula estatunidenca muda en blanc i negre produïda per l'Éclair America que es va estrenar l'11 de febrer de 1913. Dirigida per Oscar A.C. Lund, va ser protagonitzada per Barbara Tennant i Alec B. Francis.

## Repartiment
- Barbara Tennant (Therese Bertila)
- Alec B. Francis (official del fort)
- Jack W. Johnston (sergent Jack Daniels)
- Frederick Truesdell (Clancy Marr)
- Helen Marten (“Daina poruga”)
- Ethel Dovey (noia de la porta)
- Oscar A.C. Lund

## Argument
L'acció té lloc en un petit assentament en el Yukon. Clancy Marr regala a la seva estimada Therese Bertila una pell de guineu blanca que ella porta amb molt d'orgull. En racó apartat d'un saloon, Yellowstone Dan maltracta l'índia “Daina poruga” però en veure la pell de guineu de Therese, se’n vol apoderar. Es barallen tots dos i en el moment en què l'índia s'escapa hi ha un tret que mata Yellowstone. Clancy, arriba en aquell moment i en veure-ho veu i agafa una pistola que hi ha al terra. Arriba en aquell moment el sergent Jack Daniels R.M.P. que en veure la pistola a la mà de Clancy el deté com a sospitós d'assassinat tot i les protestes de Therese. Clancy és escortat de camí cap al fort.
Therese torna angoixada a la seva cabana i un cop allà entrà l'índia que li confessa que ha estat ella qui ha assassinat Dan. Va al fort per aclarir la veritat però no se la creuen. Un cop a casa, arriba Clancy que s'ha escapat, ja que Daniels ha tingut un accident pel camí i l'ha deixat al fons d'un barranc amb una cama fracturada.
Therese s'escandalitza que hagi pogut abandonar a la seva sort un home amb una cama fracturada i amb molt risc de morir de fred. Marxa de la cabana en la recerca del ferit tot i que s'està fent fosc i la neu està ocultant el rastre de les petjades.
Al matí aconsegueix arribar fins on és el sergent ferit i mig mort de fred, pot avisar les tropes i es traslladat a la cabana de Therese. Allà ella s'assabenta que Yellowstone Dan era un proscrit sobre el que hi havia una recompensa per la seva captura viu o mort. Clancy, ocult a fora, veu per la finestra com Therese cuida de l'oficial i gelós, en un moment en què està sola li retreu les seves atencions. Entreguen la recompensa a la petita índia però ella la deixa sobre la taula de Therese en compensació dels problemes que ha causat. Jack Daniels s'ha enamorat de Therese però descobreix que ella estima Clancy i tots dos el busquen per dir-li que és lliure i permetre que es puguin reconciliar.